# 三坑镇
三坑镇，是中华人民共和国广东省清远市清新区下辖的一个乡镇级行政单位。2020年人口31611人。

## 行政区划
三坑镇下辖以下地区：
三坑社区、崩坑村、並朗村、布坑村、矮车村、安庆村、大陂村、葵背村、枫坑村、鸡凤村、竹楼村、並塘村、白米铺村、雅文村和陂头村。